# サウスベイ・レイカーズ
サウスベイ・レイカーズ（英: South Bay Lakers）は、NBAゲータレード・リーグ（以下、Gリーグ）に加盟しているプロバスケットボールチームである。本拠地はアメリカ合衆国カリフォルニア州ロサンゼルス。2006年にロサンゼルス・ディーフェンダーズとして、NBAチームがDリーグチームを所有する初のフランチャイズとしてロサンゼルス・レイカーズが設立した。2016-17シーズンの終わりに名称をサウスベイ・レイカーズに変更した。そしてアリーナをトヨタスポーツ・センターからエル・セグンドにあるロサンゼルス・レイカーズの新しい練習施設であるUCLA・ヘルス・トレーニング・センターに移転した。

## 歴史
2006年、NBADL史上初めてNBAのチームが所有するチームとして設立された。ロサンゼルス・レイカーズやロサンゼルス・クリッパーズが本拠地とするステイプルズ・センターを使用していたが、2010年シーズンの一時活動停止を経て、現在はエルセグンドにあるトヨタ・センター（レイカーズの練習施設）で試合を行っている。ディーフェンダーズという名称は投票によって決定された。